# جورج تاونسند
جورج تاونسند (بالإنجليزية: George Townsend)‏ هو لاعب كرة قاعدة أمريكي، ولد في 4 يونيو 1867 في هارتسديل في الولايات المتحدة، وتوفي في 15 مارس 1930 في نيو هيفن في الولايات المتحدة.

## وصلات خارجية
- جورج تاونسند على موقعبيزبول رفرنس.كوم (الدوري الرئيسي) (الإنجليزية)
- جورج تاونسند على موقعبيزبول رفرنس.كوم (الدوري الثانوي) (الإنجليزية)